# Lijst van betaaldvoetbalclubs in Turkije
Dit is een overzicht van alle voetbalclubs die in het heden of het verleden hebben deelgenomen aan het betaalde voetbal in Turkije.
Zie ook:
- Turks voetbalelftal
- Voetbal van A tot Z

## A
- Adana Demirspor
- Adanaspor
- Adıyamanspor
- Afyonkarahisarspor
- Akçaabat Sebatspor
- Akhisar Belediyespor
- Alanyaspor
- Alibeyköyspor
- Altay Izmir
- Altınordu SK
- Amed Sportif Faaliyetler Kulübü
- Anadolu Üsküdar 1908
- Ankara Demirspor
- Ankaragücü
- Antalyaspor
- Araklıspor
- Arsinspor
- Artvin Hopaspor
- Aydınspor
- Aydınspor 1923

## B
- Bakırköyspor
- Balıkesirspor
- Bandırmaspor
- Beşiktaş JK
- Beykoz 1908
- Beylerbeyi SK
- Beyoğluspor
- Boluspor
- Bozüyükspor
- Bucaspor
- Bugsaşspor
- Bursaspor
- Büyükçekmece Tepecikspor
- Büyükşehir Belediye Erzurumspor

## C
- Çanakkale Dardanelspor
- Çankırı Belediyespor
- Çaykur Rizespor
- Cizrespor

## D
- Darıca Gençlerbirliği
- Denizlispor
- Diyarbakır Kayapınar Belediyespor
- Diyarbakırspor

## E
- Elazığspor
- Erzincanspor
- Erzurumspor
- Eskişehirspor
- Eyüpspor

## F
- Fatih Karagümrük
- Fenerbahçe SK
- Feriköy SK
- Fethiyespor

## G
- Galatasaray
- Gaskispor
- Gaziantep Büyükşehir Belediyespor
- Gaziantepspor
- Gaziosmanpaşaspor
- Gebzespor
- Gençlerbirliği
- Giresunspor
- Göztepe Izmir
- Gümüşhanespor
- Güngören Belediyespor

## H
- Hacettepe Spor Kulübü
- Hatayspor

## I
- Iğdır FK
- Inegölspor
- Iskenderun Demir Çelikspor
- Istanbul Başakşehir
- Istanbulspor
- Izmirspor

## K
- Kahramanmaraşspor
- Kardemir Karabükspor
- Karşıyaka SK
- Kartalspor
- Kasımpaşa SK
- Kastamonuspor 1966
- Kayseri Erciyesspor
- Kayserispor
- Keçiörengücü
- Kırıkkalespor
- Kırklarelispor
- Kocaeli Birlik Spor Kulübü
- Kocaelispor
- Konya Anadolu Selçukspor
- Konyaspor
- Küçükköyspor

## L
- Lüleburgazspor

## M
- Malatyaspor
- Maltepespor
- Manisaspor
- Mardinspor
- Marmaris Belediyespor
- Menemen Belediyespor
- Mersin Idman Yurdu
- Muğlaspor

## N
- Nazilli Belediyespor
- Niğde Belediyespor

## O
- Ofspor
- Orduspor
- Osmanlıspor
- Oyak Renault

## P
- Pazarspor
- Pendikspor
- Petrol Ofisi SK

## S
- Sakaryaspor
- Samsunspor
- Şanlıurfa Belediyespor
- Şanlıurfaspor
- Sarıyer GK
- Siirtspor
- Sivas Belediyespor
- Sivasspor

## T
- Tarsus Idman Yurdu
- Tokatspor
- Trabzonspor
- Turanspor
- Turgutluspor
- Türk Telekomspor
- 1461 Trabzon

## U
- Ümraniyespor
- Ünyespor
- Uşakspor

## V
- Van Büyükşehir Belediyespor
- Vefa SK

## Y
- Yalovaspor
- Yeni Kırşehirspor
- Yeni Malatyaspor
- Yeşildirek SK
- Yıldırım Bosnaspor
- Yozgatspor Ticaret A.Ş.

## Z
- Zeytinburnuspor
- Zonguldak Kömürspor

Argentinië · 
België · 
Brazilië · 
Duitsland · 
Engeland · 
Frankrijk · 
India · 
Italië ·
Kroatië ·  
Nederland · 
Oostenrijk · 
Portugal · 
Schotland · 
Spanje · 
Turkije